# Seegefecht von Angamos
Das Seegefecht von Angamos fand am 8. Oktober 1879 im Salpeterkrieg zwischen dem peruanischen Panzerschiff Huáscar und sechs chilenischen Kriegsschiffen in der Nähe von Kap Angamos (Punta Angamos) statt. Während des Gefechtes wurde der peruanische Admiral und heutige peruanische Nationalheld Miguel Grau Seminario getötet.

## Vorgeschichte
Nach den Seegefechten von Iquique und von Punta Gruesa am 21. Mai 1879 war die Huáscar das letzte größere Kriegsschiff, das der peruanischen Marine noch verblieben war, und stellte damit das letzte Hindernis für die chilenische Marine bei der Erlangung der Seeherrschaft vor der Pazifikküste Südamerikas dar.
Der Huáscar gelang es in den nächsten sechs Monaten, die Versorgungslinien der Chilenen erheblich zu stören, indem sie chilenische Schiffe und Häfen angriff. Hierdurch wurde auch eine Invasion chilenischer Truppen auf peruanisches Territorium verhindert. Besonders die Erbeutung des Transportschiffes Rímac am 23. Juli 1879, das mit 300 Soldaten, Pferden, Munition und militärischer Ausrüstung nach Antofagasta unterwegs war, sorgte in der chilenischen Öffentlichkeit für große Erregung und führte zum Rücktritt des Oberkommandierenden der Kriegsflotte, Konteradmiral Juan Williams Rebolledo.
Die chilenische Regierung entsandte daraufhin den neu ernannten chilenischen Flottenkommandeur, Kapitän zur See José Galvarino Riveros Cárdenas, und Fregattenkapitän Juan José Latorre Benavente mit sechs Kriegsschiffen, um Jagd auf die Huáscar und ihren Kommandanten Admiral Miguel Grau Seminario zu machen. Propagandistisch gerechtfertigt wurde diese Operation mit dem Wunsch nach Vergeltung für den Verlust der Korvette Esmeralda bei Iquique und den Tod ihres Kommandanten Arturo Prat, der zum Nationalhelden avanciert war.

## Verlauf

### Konfrontation
Kapitän Riveros hatte sein Geschwader in zwei Gruppen aufgeteilt. Zur ersten Gruppe unter seinem eigenen Kommando gehörten folgende Schiffe:
- Almirante Blanco Encalada (Panzerschiff)
- Covadonga (Kanonenboot)
- Matías Cousiño (Dampfschiff)

Die Schiffe der zweiten Gruppe unter Fregattenkapitän Latorre waren:
- Almirante Cochrane (Panzerschiff)
- O'Higgins (Korvette)
- Loa (Transportschiff)

Am frühen Morgen des 8. Oktober 1879 befand sich die Huáscar zusammen mit der Korvette Unión auf der Höhe von Antofagasta und fuhr in Richtung Norden, als die Rauchsäulen der zweiten feindlichen Gruppe gesichtet wurden. Admiral Grau gab seinen beiden Schiffen das Kommando, nach Westen auszuweichen und die chilenischen Schiffe zu umfahren. Gegen 7.30 Uhr wurden weiter im Norden die Rauchsäulen der ersten chilenischen Gruppe gesichtet. Admiral Grau befahl der Unión, nördlich auszuweichen, während er selbst mit der Huáscar die chilenischen Schiffe ablenken wollte und mit nordöstlichem Kurs auf die Küste zuhielt.

### Das Gefecht

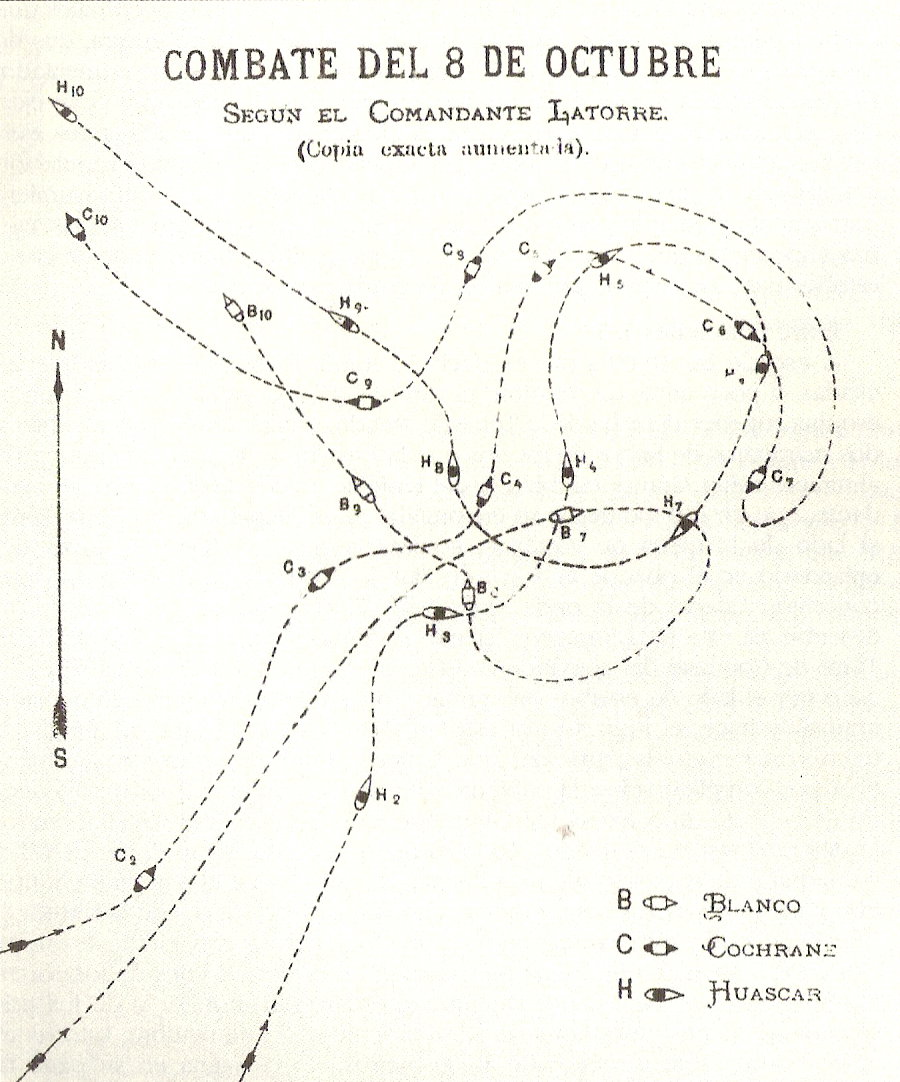
Karte der Schlacht

Gegen 9.20 Uhr war die Huáscar von den Schiffen der ersten chilenischen Gruppe sowie der Almirante Cochrane praktisch umzingelt. Admiral Grau befahl, die Flucht abzubrechen und den nächsten Verfolger, die Almirante Cochrane, anzugreifen. Um 9.40 Uhr eröffnete die Huáscar das Feuer auf die Almirante Cochrane, konnte allerdings nur geringen Schaden anrichten. Einer der ersten Treffer der Almirante Cochrane auf der Huáscar traf deren Kommandobrücke und tötete Admiral Grau.
Gegen 10.00 Uhr erreichte die Almirante Blanco Encalada als letztes chilenisches Schiff das engere Kampfgeschehen. Die Huáscar wurde nunmehr von der Almirante Cochrane, der Almirante Blanco Encalada, der Covadonga und der Matías Cousiño angegriffen. Die O'Higgins und die Loa hatten die Verfolgung der Unión aufgenommen, die jedoch entkommen konnte.
Nach einem während des Feuergefechtes nordwestlich vor Kap Angamos vollzogenen Wendemanöver bewegten sich die kämpfenden Schiffe nunmehr in westlicher Richtung. Bald konnte die Huáscar nicht mehr manövriert werden. An Bord brach ein Feuer aus. Gegen 10.30 Uhr erhielt die Huáscar mehrere Treffer aus nächster Nähe von den unmittelbar passierenden gegnerischen Schiffen. Mittlerweile waren fast alle peruanischen Offiziere auf dem Flaggschiff getötet oder verwundet worden. Das Schiff hatte starke Schlagseite, und an mehreren weiteren Stellen waren Brände ausgebrochen.
Gegen 10.50 Uhr gab der Signaloffizier, Oberleutnant zur See Pedro Gárezon Thomas, der als Letzter das Kommando auf der Huáscar übernommen hatte, dem leitenden Bordingenieur den Befehl, die Schotten zu öffnen, um die Huáscar auf Grund zu setzen, damit sie nicht in Feindeshand fiele. Da zunächst noch die Verletzten aus den zu flutenden Räumen evakuiert werden sollten, und aufgrund technischer Probleme, die auf Beschädigungen durch den Beschuss zurückzuführen waren, gelang die Versenkung jedoch nicht mehr rechtzeitig. Das Schiff wurde um 11.10 Uhr von chilenischen Soldaten unter dem Kommando von Leutnant Juan T. Rogers und Leutnant Juan Enrique Simpson geentert, die die Maschinisten mit vorgehaltener Waffe zwangen, die Schotten wieder zu schließen.
Die überlebende Mannschaft geriet in Gefangenschaft und wurde auf die chilenischen Schiffe verteilt. Die chilenischen Matrosen begaben sich sofort daran, die Feuer zu löschen und die Lecks abzudichten. Auf Bitten Gárezons wurde ihm die Möglichkeit gegeben, vor seinem Abtransport die sterblichen Überreste Admiral Graus zu bergen. Die Suche nach dem toten Kommandanten auf dem weitgehend zerstörten Schiff dauerte bis 17 Uhr desselben Nachmittags, identifiziert und bestattet werden konnte letztlich nur der rechte Fuß des Getöteten.

### Bilanz
Insgesamt waren im Laufe des etwa anderthalbstündigen Gefechts 107 Granaten auf die Huáscar abgefeuert worden. Bei dem Gefecht starben 33 peruanische Seeleute (einschließlich des Flottenkommandeurs Admiral Grau). 171 Peruaner, darunter 27 Verwundete, gerieten in Gefangenschaft. Acht Peruaner und einer der zehn im Kampf verwundeten chilenischen Matrosen erlagen kurz darauf ihren Verletzungen.

## Folgen

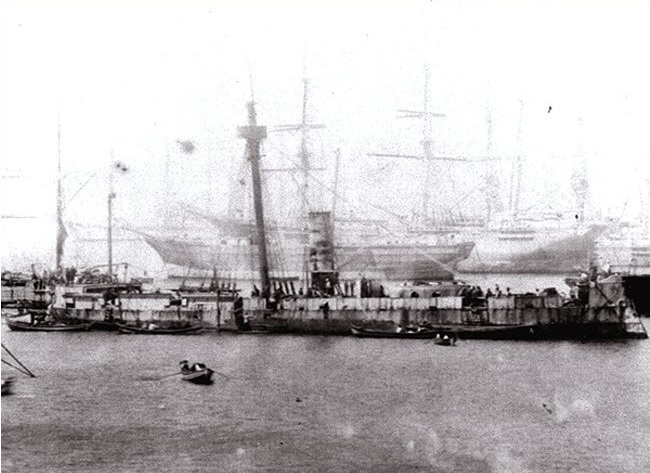
Die Huáscar, schwer beschädigt im chilenischen Hafen von Valparaíso

Nach dem Verlust der Huáscar hatten die Peruaner der chilenischen Flotte nichts mehr entgegenzusetzen. Die Chilenen konnten die Invasion in Peru planmäßig durchführen und den Feldzug siegreich beenden. Der chilenische Flottenkommandeur Riveros wurde zum Konteradmiral befördert.
Die schwer beschädigte Huáscar wurde von den Chilenen nach Valparaíso geschleppt und repariert. Anschließend wurde sie unter dem Kommando des schwedischstämmigen chilenischen Kapitäns Manuel Thomson gegen Peru eingesetzt und blockierte ab November 1879 den Hafen von Arica. Dort fiel Kapitän Thomson am 27. Februar 1880 im Seegefecht mit dem peruanischen Monitor Manco Cápac. Die Blockade und der Beschuss von Arica, dem letzten befestigten Hafen in peruanischer Hand, dauerten bis zur Erstürmung der Stadt durch Landtruppen am 7. Juni 1880 an, mit der die militärischen Aktionen dieser Kriegsphase endeten.